# Rønnebergbua

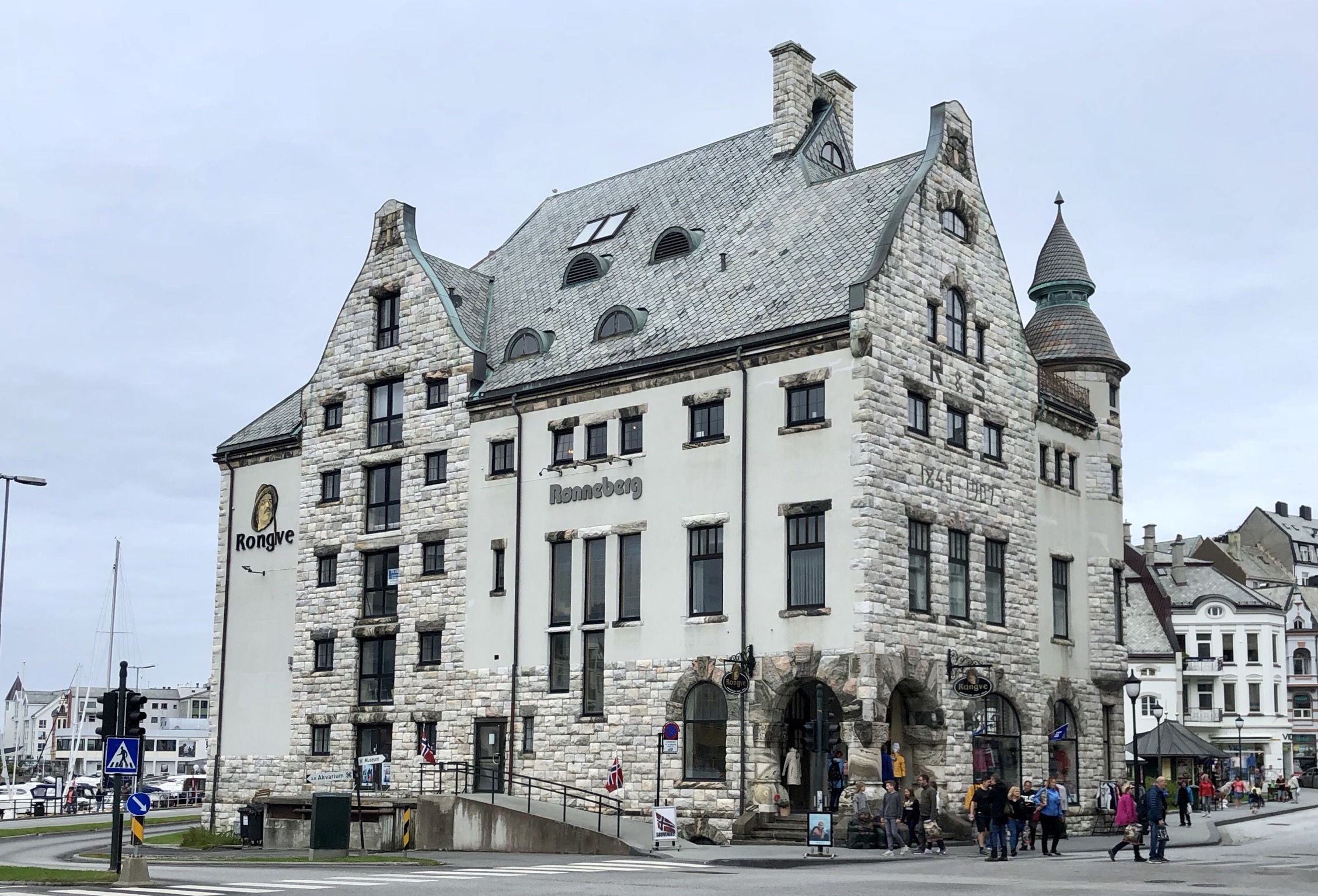
Rønnebergbua, 2019

Rønnebergbua ist ein historisches Speicherhaus in der norwegischen Stadt Ålesund. 
Es befindet sich in der Ålesunder Innenstadt auf der Insel Nørvøy an der Adresse Notenesgata 9. Südwestlich vor dem Haus treffen Skansegata und Korsegat auf die Notenesgata. Etwas weiter nordwestlich verläuft der Ålesundet, der Nørvøy von Aspøy trennt.
Das Gebäude entstand im Jahr 1907 im Zuge des Wiederaufbaus der Stadt nach dem Stadtbrand von Ålesund von 1904. Als Architekt war Karl Norum für den Bauherren, die Firma Carl E. Rønneberg & Sønner, tätig. Es wurde in massiver Bauweise aus grauem Granit errichtet und mit hellem Marmor aus Eide in Nordmøre verkleidet. Es diente als Speicherhaus und stand unmittelbar am Wasser des Ålesundet, so dass Umladungen direkt von Schiffen aus möglich war. Später wurden in dem Gebiet neue Landflächen gewonnen, so dass es nun etwa 30 Meter vom Wasser entfernt steht.
An der Südseite des Gebäudes befindet sich die Inschrift R & S und darunter die Jahreszahlen 1845 1907. Das R steht wohl für Rønneberg, das S für Sønner (deutsch Söhne). Die Jahreszahlen verweisen vermutlich auf die Umbenennung des Unternehmens von Rønneberg in Carl Esaias Rønneberg & Sønner (1845) und das Baujahr (1907). Es wird aber abweichend spekuliert, dass die 1845 für das Jahr des Beginns des Handels mit Klippfisch steht.